# Neckar-Odenwald-Limes

Karte mit Verlauf des Odenwaldlimes (rote Linie, links im Bild) mit Turmstellen, Kastellen, Siedlungen oder bekannten Resten einer Villa Rustica sowie Bezeichnungen der militärischen Abteilungen; rechts im Bild die Linie des sog. Vorderen Limes, der um 160/165 den Neckar-Odenwald-Limes ersetzte

Neckar-Odenwald-Limes (früher auch Neckarmümlinglinie genannt) ist ein zusammenfassender Begriff für zwei, möglicherweise leicht zeitverschiedene und strukturell stark unterschiedliche, frühe Abschnitte des Obergermanisch-Raetischen Limes. Der Neckar-Odenwald-Limes setzte sich zusammen aus dem nördlichen Odenwaldlimes, einem Landlimes mit Kastellen, Wachtürmen und Palisade, der den Main (lateinisch: Moenus) mit dem Neckar (lateinisch: Nicer) verband, und dem südlich anschließenden Neckarlimes, der in der bisherigen Forschung als ein typischer „Nasser Limes“ (ripa) betrachtet wurde, bei dem der Fluss die Funktion der Palisade als Annäherungshindernis ersetzte. Erkenntnisse der neueren Zeit werfen ein etwas anderes Licht auf diese Betrachtungsweise, so dass sie möglicherweise künftig relativiert werden muss. Die entsprechenden Forschungen dauern derzeit noch an.
Der Odenwaldlimes nahm seinen nördlichen Anfang am Main, entweder beim Kastell Obernburg oder beim Kastell Wörth, und zog von dort aus, sich geschickt die topographischen Gegebenheiten des Odenwaldes zunutze machend, in südliche Richtung bis an den Neckar, den er vermutlich auf dem Gebiet des heutigen Landkreises Heilbronn erreichte. Die Neckarlinie bildete seine Verlängerung in südliche Richtung bis nach Arae Flaviae auf dem Gebiet der heutigen Stadt Rottweil, wobei sie sich am Verlauf des Flusses orientierte.
Der Neckar-Odenwald-Limes entstand vermutlich im Bereich des Odenwaldlimes in trajanischer, im Bereich der Neckarlinie in domitianischer oder frühtrajanischer und im Bereich der älteren Neckarkastelle in vespasianischer Zeit. Er durchlebte mehrere Umbauphasen und wurde erst mit der Vorverlegung auf die schnurgerade Linie des Vorderen Limes in den Jahren zwischen 159/161 und 165 obsolet.

## Lage
Der Odenwaldlimes nahm seinen nördlichen Anfang am Main auf einer topographischen Höhe von etwa 108 Metern. Ob beim Kastell Obernburg oder beim Kastell Wörth, ist zum gegenwärtigen Stand der Forschung noch nicht endgültig geklärt (vgl. weiter unten zur Anschlussproblematik). Von einem dieser beiden Kastelle aus zog er in südliche Richtung den Buntsandstein-Odenwald hinauf, um einen Höhenrücken zu erklimmen, der sich zwischen den Tälern der Mümling (lateinisch: Nemaninga) bzw. des Euterbachs/der Itter im Westen und den Tälern der Mud bzw. der Elz im Osten von Norden nach Süden erstreckte. In seinem ersten Abschnitt bis zum Kastell Schloßau passte er sich, mal in westliche, mal in östliche Richtungen ausgreifend, flexibel dem Gelände an und passierte zwischen den Kleinkastellen Zwing und Seitzenbuche auf dem Hohwald (552,8 m ü. NN) seinen höchsten Punkt überhaupt. Bei Schloßau knickt er von einem zuvor in östliche Richtung beschriebenen Bogen scharf nach Süden ab und strebt im folgenden zweiten Abschnitt in nahezu schnurgerader Ausrichtung dem Neckar entgegen. Der Übergang zum Neckarlimes ist wie der Anfangspunkt des Odenwaldlimes noch nicht geklärt, gerade in jüngerer Zeit haben aufsehenerregende Neuentdeckungen hier für eine aktuell anhaltende Dynamik in der Forschung gesorgt (vgl. auch weiter unten).
In der heutigen politischen Topographie beginnt der Verlauf des Odenwaldlimes auf bayerischem Gebiet, im Landkreis Miltenberg. Er durchquert Hessen und endet in Baden-Württemberg. Dabei passiert er die Landkreise Odenwaldkreis und Neckar-Odenwald-Kreis und endet im Landkreis Heilbronn. Seine Gesamtlänge beläuft sich auf rund 80 Kilometer, die sich im Wesentlichen in dünn besiedelten, dicht bewaldeten oder landwirtschaftlich genutzten Gebieten befinden. Dadurch gehört der Odenwaldlimes zu einer der besterhaltenen und landschaftlich besonders schön gelegenen Limesstrecken Deutschlands.
Der Beginn des Neckarlimes liegt in dem Gebiet, in dem Jagst und Kocher in den Neckar münden. Das Kastell Wimpfen gilt gemeinhin als nördlicher Ausgangspunkt dieser Limesstrecke. Die Fortifikationen, die man ihm in der bisherigen Forschung zuordnete, befanden sich alle auf der linken Neckarseite. Im Gegensatz zu den Garnisonen der Odenwaldstrecke wurden diese Kastellplätze zu großen Teilen im Mittelalter und in der Neuzeit überbaut. Die Flusskastelle spätdomitianischer Zeitstellung erstreckten sich bis zum Kastell Köngen.
Südlich von Köngen schließt sich noch eine kleine Kastellreihe am Oberlauf des Neckars an, die der vespasianischen Zeit zugeordnet wird und bis nach Rottweil reicht. Daneben sind mit den Kastellen in Ladenburg und Heidelberg noch zwei weitere Kastelle am Unterlauf des Flusses bekannt, die ebenfalls in der Regierungszeit des Vespasian entstanden sind.

## Forschungsgeschichte

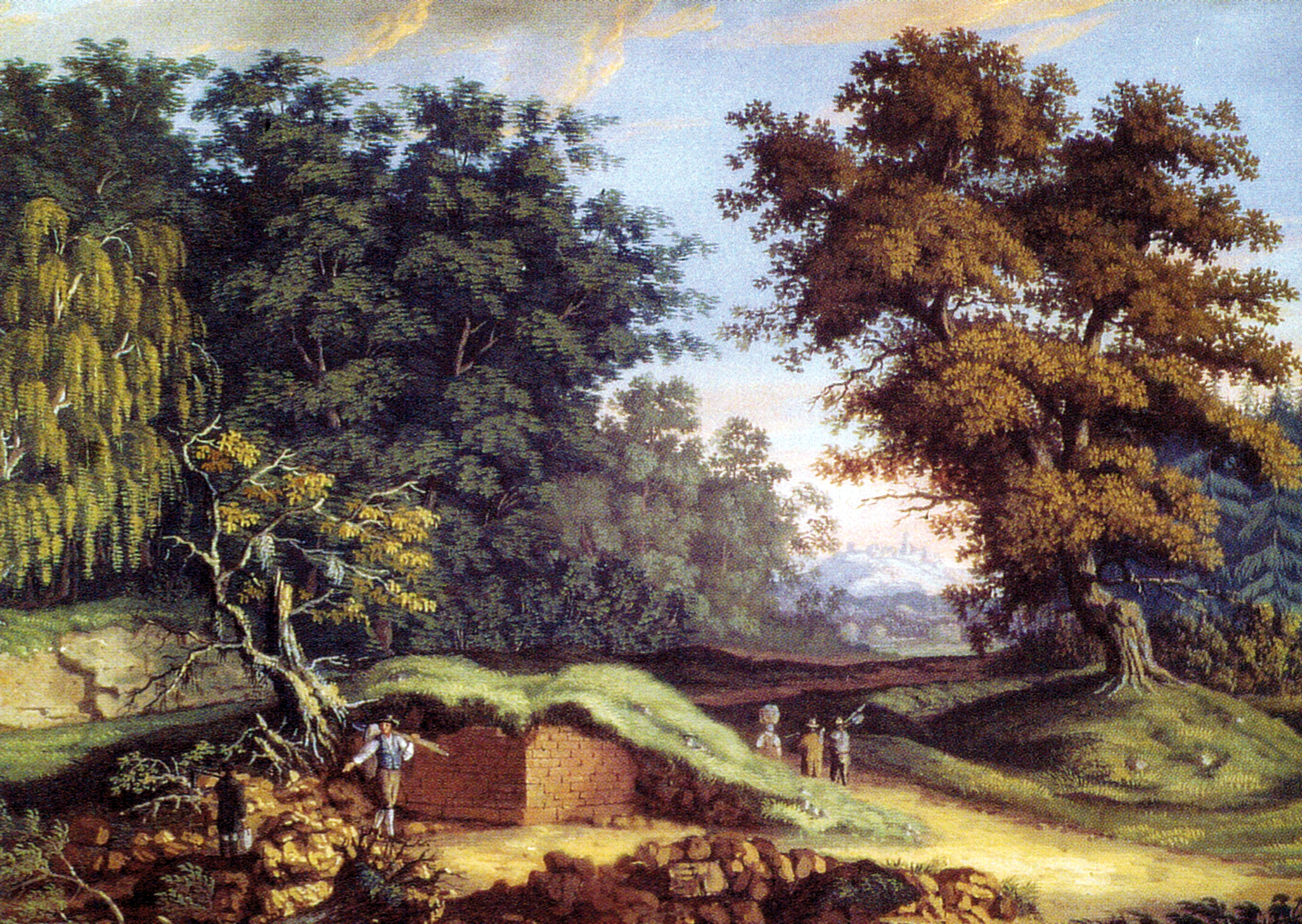
Freilegung der Turmstelle Wp 10/32 (Christian Kehrer, Aquarell, um 1800)

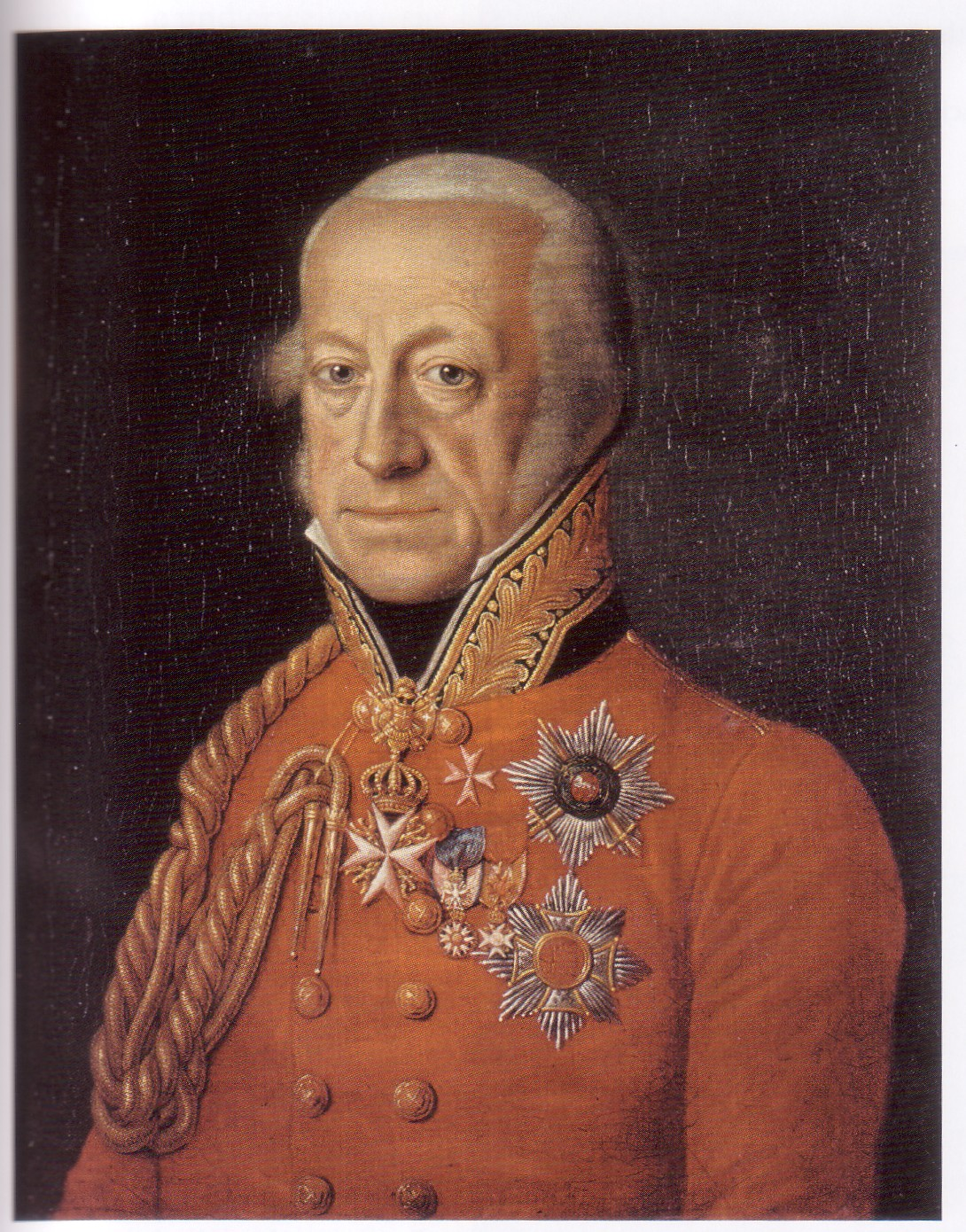
Graf Franz I. von Erbach-Erbach

Das früheste Interesse der Gelehrtenwelt für die römischen Relikte im Odenwald und am Neckar gehen in die Zeit des Humanismus, ins 16. Jahrhundert zurück. Die Humanisten begannen, verursacht durch ihre Begeisterung für die Welt der Antike, sich auch für deren Hinterlassenschaften an der Peripherie der klassischen Welt zu interessieren. Peter Apian (1495–1552), ein Astronom und Geograph aus Ingolstadt, publizierte 1534 eine Sammlung römischer Inschriftensteine, unter denen sich auch ein Altar für Fortuna aus Bullau und ein Weihestein für die Quellnymphen aus Amorbach befand. Simon Studion (1543 bis um 1605), ein Präzeptor der Lateinschule in Marbach am Neckar, war ebenfalls Sammler römischer Inschriften und gilt als Vater der Altertumsforschung in Württemberg.
1543 kam es zur Zufallsentdeckung einer römischen Therme beim Arnheiter Hof auf dem Gebiet von Breuberg. Auf Veranlassung des Grafen von Wertheim erfolgten dort in den folgenden Jahren erste Ausgrabungen, in deren Verlauf das vollständige Badegebäude freigelegt und zwei Viergöttersteine geborgen werden konnten, deren einer sich noch heute auf der Burg Breuberg befindet. 1615 wurde in Böckingen ein erster römischer Weihestein gesichert, im Verlauf des 17. und im 18. Jahrhundert folgten weitere. Ende des 18. Jahrhunderts erfolgten erste Ausgrabungen in Köngen. 1748 stellte die Preußische Akademie der Wissenschaften die Preisfrage „Wie weit der Römer Macht, nachdem sie über den Rhein und die Donau gesetzt, in Deutschland eingedrungen, was vor Merkmale davon ehemals gewesen und etwa noch vorhanden seien...“. Der hohenlohische Archivar Christian Ernst Hanßelmann (1699–1776) unternahm daraufhin umfangreiche, systematische Ausgrabungen auf dem Gebiet der Kurpfalz, deren Ergebnisse er 1768 und 1773 publizierte.
Für die Erforschung des Odenwaldlimes von besonderer Bedeutung wurde der Umstand, dass Graf Franz I. zu Erbach-Erbach nach seinen Grand Tours und dem Studium der Schriften Hanßelmanns ein ausgeprägtes Interesse für die römischen Relikte am und vom Odenwaldlimes hegte. Im letzten Viertel des 18. und in den ersten zwei Jahrzehnten des 19. Jahrhunderts ließ er einige Kastelle und fast alle Wachtürme der nördlichen Odenwaldlinie ausgraben. Bei diesen Arbeiten war ihm insbesondere sein Regierungsrat Johann Friedrich Knapp eine große Hilfe, der bei vielen wichtigen Ausgrabungen vor Ort verantwortlich war und auch seinen Anteil an der Abfassung der so genannten „Erbacher Kataloge“ hatte, der manuell verfassten Dokumentation der Ausgrabungen und der Erbach’schen Sammlung.
Im 19. Jahrhundert begannen die Untersuchungen der lokalen und regionalen Geschichtsvereine, in denen sich die Angehörigen des aufstrebenden Bildungsbürgertums zusammenschlossen. Karl Wilhelmi und die „Sinsheimer Gesellschaft zur Erforschung der vaterländischen Denkmahle [sic!] der Vorzeit“ untersuchten 1832 die römischen Hinterlassenschaften in Neckarburken. Der 1862 gegründete „Altertumsverein zu Buchen“ widmete sich dem Kastell Schloßau. In Neckarburken wurde erneut zu Beginn der 1880er Jahre durch den „Mannheimer Altertumsverein“ gegraben.
Insgesamt verfügte der Neckar-Odenwald-Limes damit bereits über eine lange und relativ kontinuierliche Forschungstradition, bevor Ende des 19. Jahrhunderts die groß angelegten archäologischen Untersuchungen der Reichs-Limeskommission einsetzten. Bis dahin hatte mit Karl August von Cohausen (1812–1894) nur einmal ein einzelner Wissenschaftler den Versuch unternommen, den vollständigen Verlauf des Limes in Deutschland darzustellen. Nun wurde diese komplexe Aufgabe länderübergreifend von der Kommission in Angriff genommen. Innerhalb der insgesamt in 15 Strecken unterteilten Limeslinie erhielt der Odenwaldlimes die Streckennummer 10 und der Neckarlimes die Nummer 11 zugeteilt. Als so genannte Streckenkommissare waren für den bayerischen und hessischen Teil Friedrich Kofler und Eduard Anthes, für den badischen Bereich Karl Schumacher und für die württembergischen Abschnitte Heinrich Steimle, Adolf Mettler, Ernst Kapf, Walter Barthel, Oscar Paret, Rudolf Herzog, Eugen Nägele, Wilhelm Schleiermacher und Paul Revellio zuständig. Die Publikation der Grabungsergebnisse erfolgte sukzessive zwischen 1896 und 1937 und wurde in den Bänden Abt. A, Band 5 (Streckenverlauf) und Abt. B, Band 5 (die einzelnen Kastelle) des Limeswerkes zusammengefasst.
Zwischen den Weltkriegen war die Provinzialrömische Archäologie in Deutschland aus ideologischen Gründen nicht opportun. Erst zu Beginn der 1950er Jahre gewann die Limesforschung allmählich wieder an Dynamik. In Hessen war es in erster Linie Dietwulf Baatz, dessen Ausgrabungen im Kastell Hesselbach in den Jahren 1964 bis 1966 richtungsweisend waren. Am Neckarlimes waren die Ausgrabungen in den Kastellen von Walheim unter Dieter Planck zwischen 1980 und 1988 Schwerpunkt der baden-württembergischen Landesarchäologie. Im letzten Jahrzehnt des 20. und im ersten Jahrzehnt des 21. Jahrhunderts traten verstärkt geophysikalische Messmethoden an die Stelle der alten Ausgrabungstechniken. Durch die Ernennung des Obergermanisch-Raetischen Limes zum UNESCO-Weltkulturerbe lebte auch am „Nicht-Kulturerbe“ Neckar-Odenwald-Limes die Limesforschung weiter auf.

## Geschichte und Datierungsproblematik

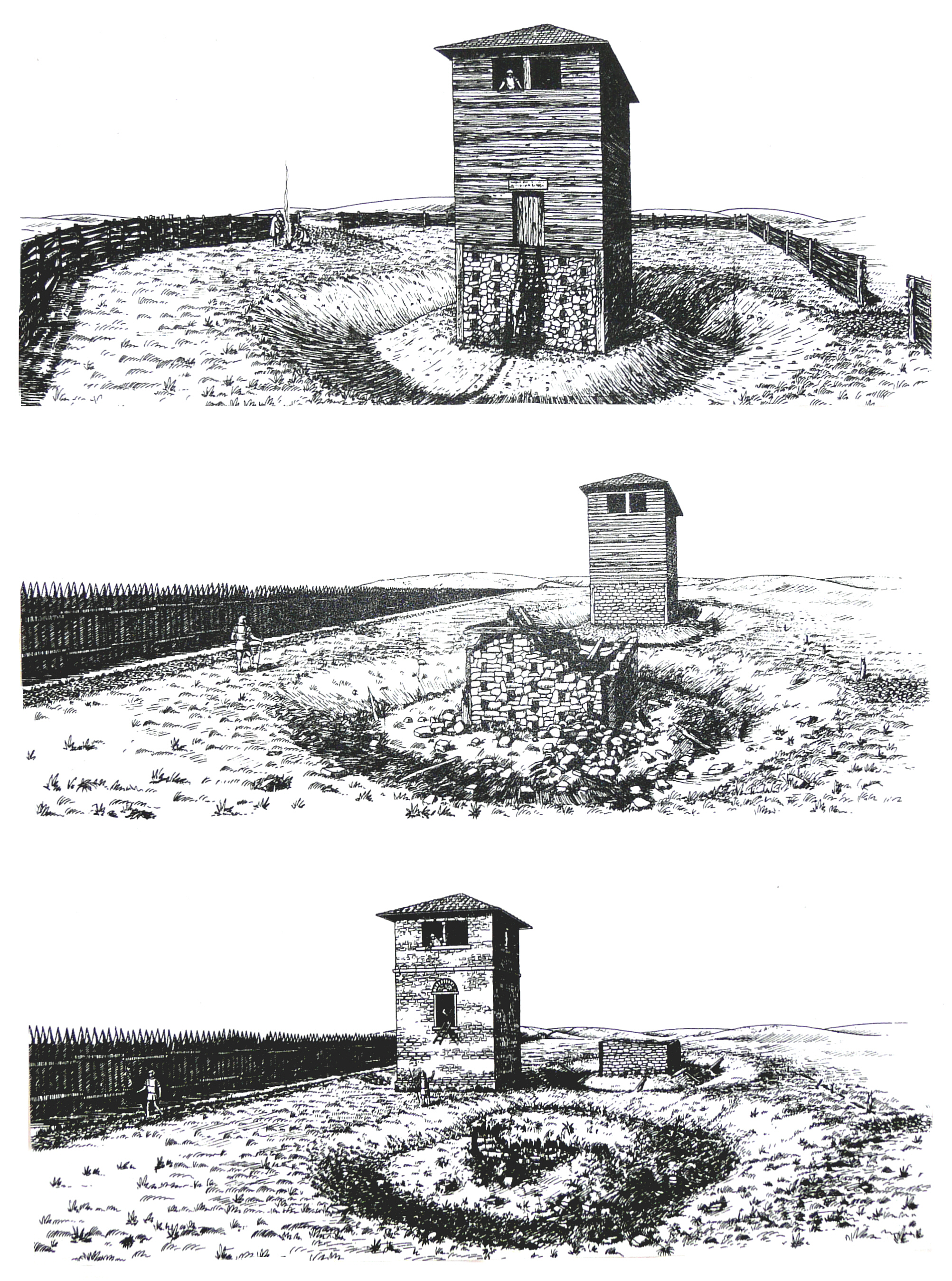
Bauphasen des Odenwaldlimes

Die Kastelle am Oberlauf des Neckars (Kastell Rottenburg, Kastell Sulz, Kastell Waldmössingen und die Kastelle von Rottweil) sowie die Militäranlagen am Unterlauf des Flusses (Kastell Ladenburg und die Kastelle von Heidelberg) sind allesamt in der vespasianischen Zeit angelegt worden. Sie stehen vermutlich im Zusammenhang mit dem Ausbau des römischen Fernstraßennetz rechts des Rheines unter Gnaeus Pinarius Cornelius Clemens im Jahre 74 n. Chr.
Zur Zeitstellung der einzelnen Abschnitte des eigentlichen Neckar-Odenwald-Limes gibt es verschiedene, kontroverse Datierungsansätze. Die konventionelle Anfangsdatierung des Odenwaldlimes auf das Jahr 100 (± 5) stützt sich auf die Ergebnisse der Ausgrabungen im Kastell Hesselbach, die Dietwulf Baatz in den Jahren 1964 bis 1966 vornahm. Sie basiert im Wesentlichen auf der Auswertung der dabei gefundenen Sigillaten. In der jüngeren Literatur wird einer Anfangsdatierung des gesamten Odenwaldlimes auf den Zeitraum 107/110 (teilweise sogar bis zum Jahr 115) der Vorzug gegeben. Dieser Datierungsansatz stützt sich nicht auf neue Ausgrabungsbefunde, sondern auf eine statistische Neubewertung der Münzfunde aus allen Kastellen des Obergermanisch-rätischen Limes, die der Archäologe Klaus Kortüm 1998 erstmals vorgelegt hat und auf die sich inzwischen die meisten Autoren der jüngeren Literatur stützen.
Die Ausbauphasen des Odenwaldlimes ähneln im Wesentlichen denen des Obergermanischen Limes:
- Phase 1: Vortrieb von Schneisen (limites) durch die Wälder, Anlage eines Postenweges in diesen Schneisen und Errichtung von hölzernen Wachttürmen zwischen den Jahren 98 und 110.[3] Anlage von Kastellen, deren Umwehrungen als Holz-Erde-Mauern errichtet wurden, während man die Häuser im Inneren aus Holz erbaute.
- Phase 2: Errichtung einer Palisade vor dem Postenweg um das Jahr 120 (Ersatz der alten Holztürme durch neue).
- Phase 3: Alle hölzernen Baulichkeiten (Kastelle und Wachtürme) wurden um das Jahr 145 durch Steingebäude ersetzt.

Die vierte Ausbauphase, die durch die Anlage von Wall und Graben gekennzeichnet war und in severischer Zeit vorgenommen wurde, ist am Odenwaldlimes nicht mehr vollzogen worden, da dieser bereits um die Jahre 159/161 bis 165 aufgegeben und auf die schnurgerade Linie des so genannten Vorderen Limes vorverlegt worden war. Mit dieser Grenzverlegung um etwa 30 Kilometer nach Osten verlor der Neckar-Odenwald-Limes seine Funktion. Die neuere Forschung geht davon aus, dass diese Verlegung jedoch nicht plötzlich geschah, sondern sich über einen Zeitraum von bis zu fünf, sechs Jahren erstreckte.
Laut einer Angabe bei Ammianus Marcellinus wurde eine von ihm als „Munimentum Traiani“ bezeichnete alte Befestigung unter Julian im Zuge seiner Strafexpeditionen auf rechtsrheinisches Gebiet gegen die Alamannen um das Jahr 360 noch einmal für kurze Zeit teilweise wieder aufgebaut oder instand gesetzt. Einige Forscher sind der Ansicht, dass sich Ammian dabei auf den alten Neckar-Odenwald-Limes bezieht.

## Charakteristik der Wachtürme am Odenwaldlimes
Die bislang untersuchten Wachtürme des Odenwaldlimes erscheinen nach einem einheitlichen Schema angelegt zu sein und unterscheiden sich in einigen Merkmalen von den Rekonstruktionsvorschlägen an anderen Limites. Der durchschnittliche Turmabstand lag bei 709 Metern (Minimum 405 m, Maximum 1.020 m), so dass eine optische und akustische Kommunikation gewährleistet war. Aufgrund von Messungen der Geländetopographie zwischen den Türmen Wp 10/8 und Wp 10/9 geht man von einer Mindestsichthöhe von 7,70 m und einer Konstruktionshöhe von annähernd zehn Metern aus. Die Türme waren, sowohl in der Holz-, als auch in der Steinbauphase dreigeschossig. Bis auf eine Ausnahme (Wp 10/22) befand sich ihr Zugang im Mittelgeschoss und konnte nur unter Zuhilfenahme einer Leiter erreicht werden.
Die Holztürme waren fast alle von einem 16 bis 19 Meter durchmessenden Ringgraben umgeben, der weniger als Annäherungshindernis, sondern viel mehr zur Drainage diente. An einigen Fundplätzen fanden sich die Spuren von zwei zeitlich aufeinander folgenden Holztürmen (Wp 10/6, Wp 10/8, Wp 10/10, Wp 10/33, Wp 10/34 und Wp 10/35 sowie Wp 10/53). Die Türme besaßen einen quadratischen Grundriss von fünf bis sechs Metern Seitenlänge. Ihr Erdgeschoss bestand außen aus einer Trockenmauer, an deren Ecken 30 Zentimeter mächtige Pfosten eingebracht waren, die den Turmbau trugen. Zahlreiche Schlitze im Mauerwerk dienten der Aufnahme horizontal über Kreuz liegender Balken, die zur Stabilisierung dienten. Die Zwischenräume dieser Balken waren mit Steinen und Erde aufgefüllt. Das Mittelgeschoss diente als Aufenthalts- und Schlafraum der Turmbesatzung. Der Wachdienst wurde im Obergeschoss verrichtet, das zu diesem Zweck auf allen vier Seiten mit großen Fenstern versehen war. Die gelungene Rekonstruktion eines solchen hölzernen Wachturms des Odenwaldlimes wurde am Wp 10/15 („Im oberen Haspel“) unweit von Vielbrunn errichtet.
Die Steintürme waren im Regelfall nicht von einem Ringgraben umgeben, eine Ausnahme stellt Wp 10/81 dar. Ihre Grundrisse entsprachen denen der Holztürme, wobei mit dem 8,10 m mal 8,30 m messenden Wp 10/44 eine auffällige Ausnahme vorliegt. Als Baumaterialien wurden die lokal anstehenden Gesteine verwendet, so finden sich im nördlichen Abschnitt die dort typischen, rötlichen Steine des Buntsandstein-Odenwaldes, während im südlichen Bereich der Muschelkalk des Baulandes Verwendung fand. Der rohe Stein war verputzt, weiß bemalt und mit einem roten Fugenanstrich versehen. Die weiße Bemalung bedeckte jedoch nicht immer die volle Fläche, sondern teilweise nur die Randbereiche der Steine, so dass deren natürliche Köpfe aus dem Anstrich hervorlugten. Das im Gegensatz zu den Holztürmen begehbare Erdgeschoss diente den Besatzungen vermutlich als Lager- und Aufbewahrungsraum, wodurch mehr Platz im Zwischengeschoss gewonnen wurde. Eine Besonderheit der steinernen Wachtürme des Odenwaldlimes sind bestimmte, stilistische Architekturmerkmale, deren Fragmente bei den Ausgrabungen immer wieder zutage traten. Dabei handelte es sich um bearbeitete Fenstersimse, aufwendig gestaltete Säulen zur Unterteilung der Fenster des Obergeschosses sowie um halbrunde Steine, die vermutlich als Lünetten oberhalb der Zugangsöffnungen der Zwischengeschosse angebracht waren. Diese Lünetten waren teilweise verziert oder mit Inschriften versehen, beispielhaft zu sehen am Wp 10/33 bei Hesselbach, dessen beschriftete Lünette sich im Römermuseum Osterburken befindet.

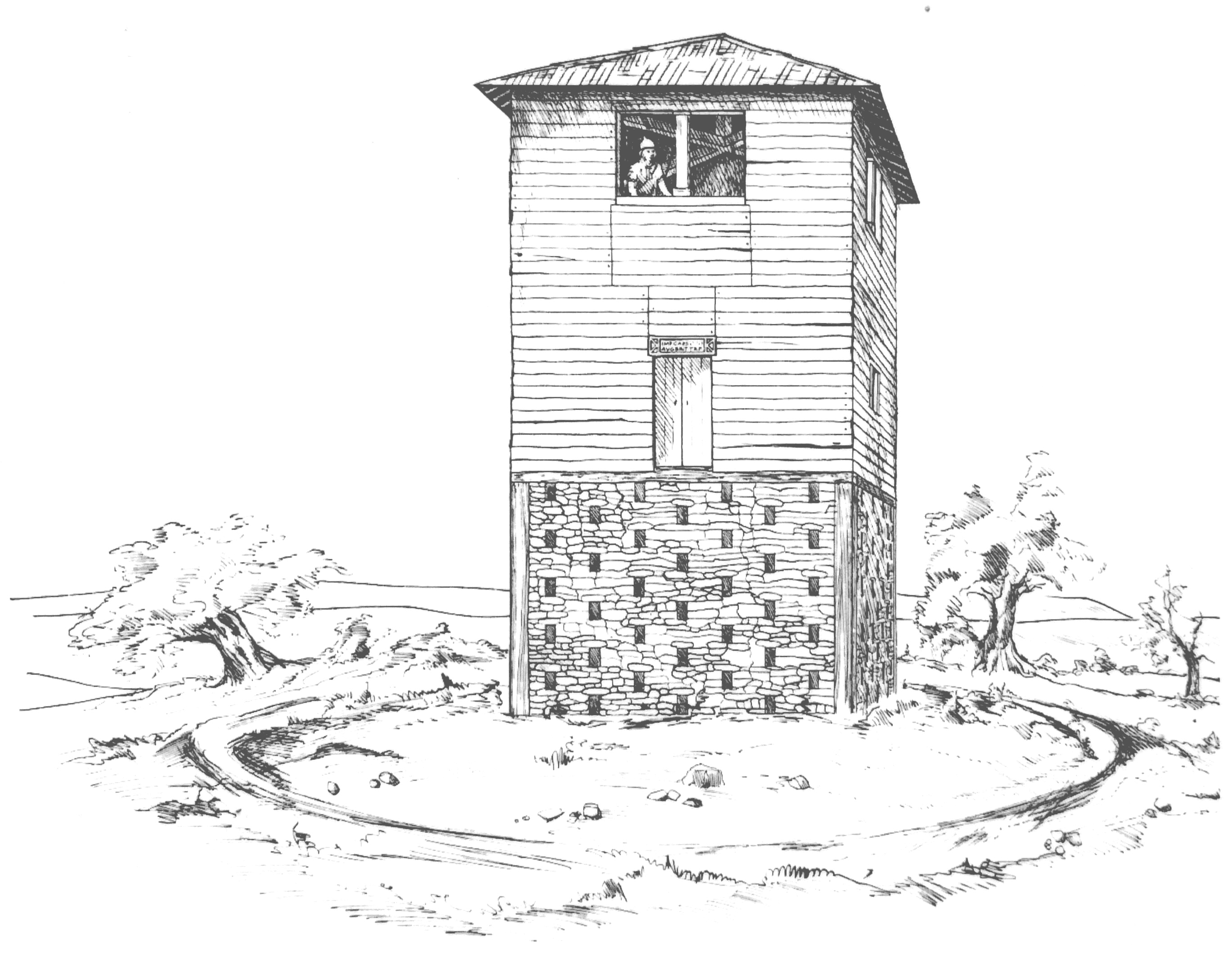
Zeichnerische Rekonstruktion eines Holzturms des Odenwaldlimes
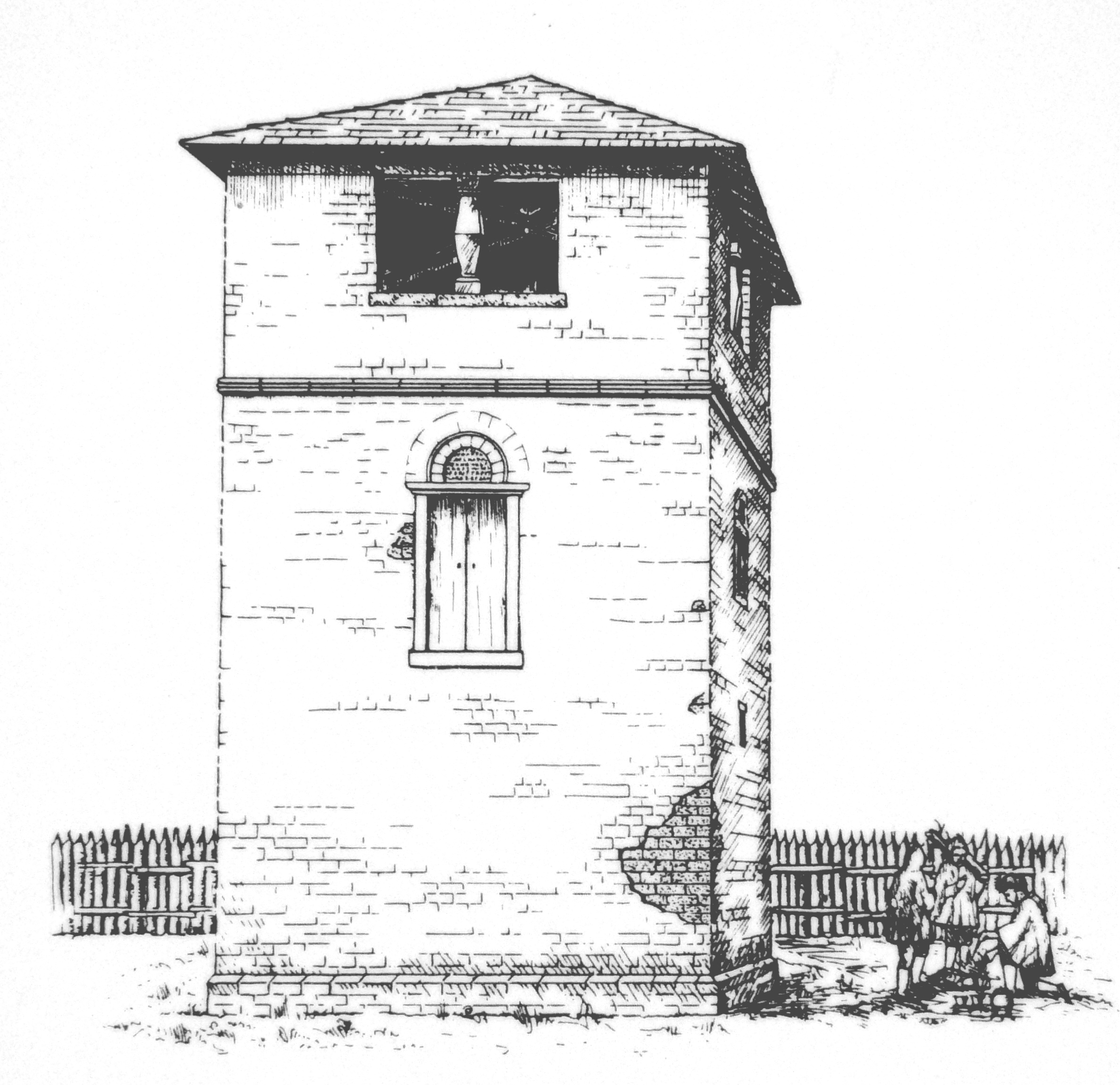
Zeichnerische Rekonstruktion eines Steinturms des Odenwaldlimes
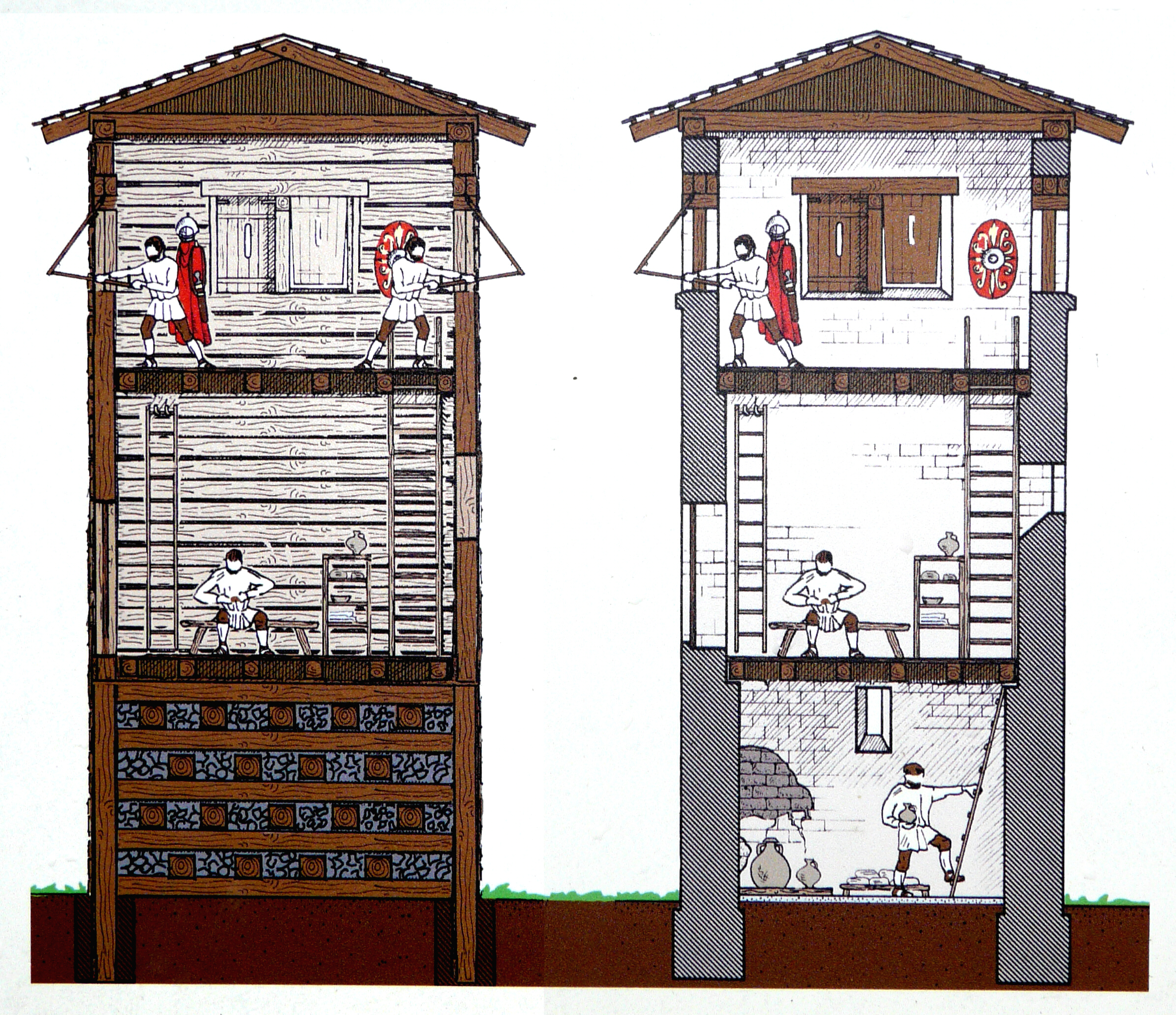
Aufriss eines Holz- und eines Steinturms des Odenwaldlimes im Vergleich
Blatt aus den Erbacher Katalogen mit den charakteristischen Säulen
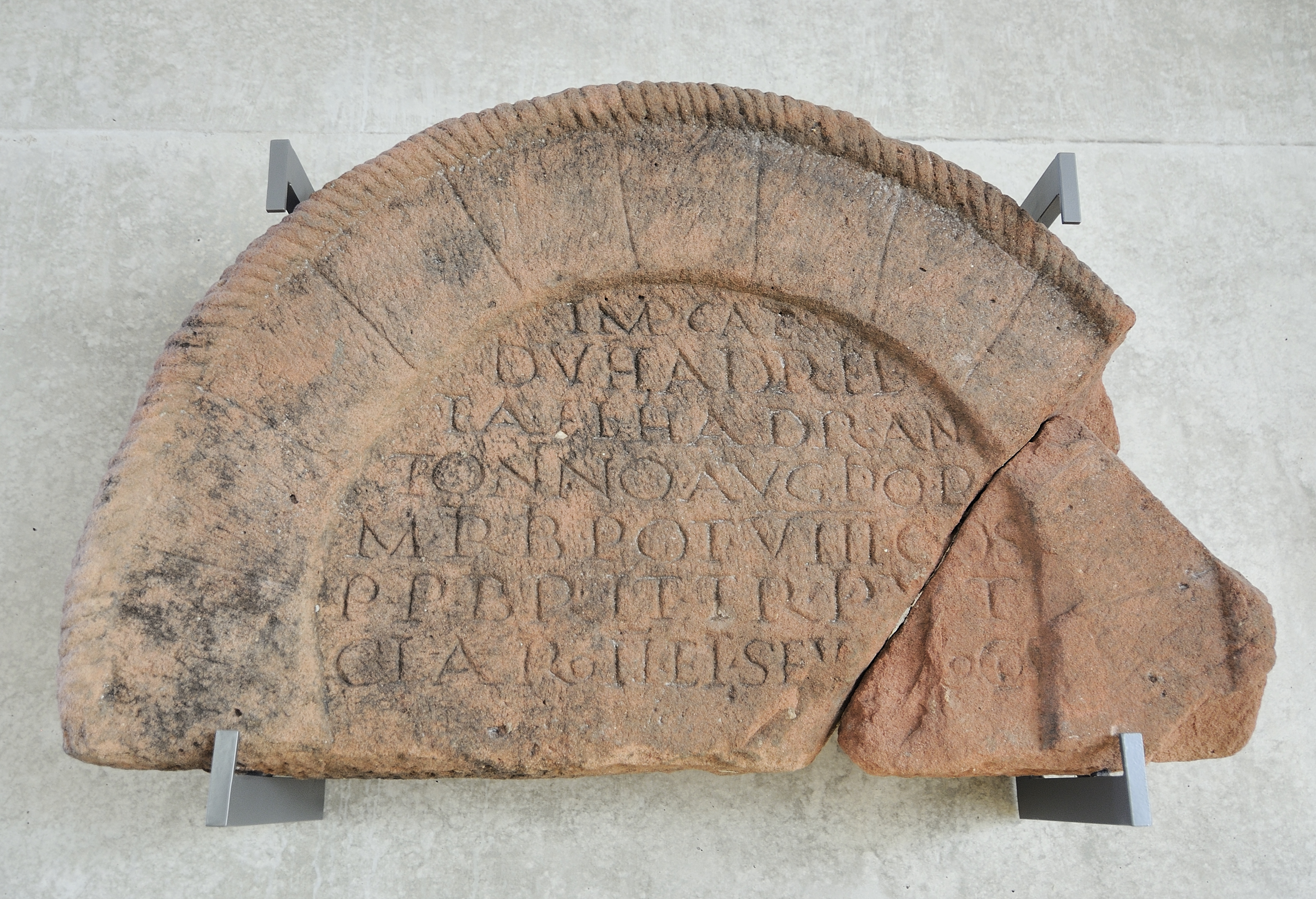
Lünette des Wp 10/33[37] FO: Hesselbach AO: Römermuseum Osterburken
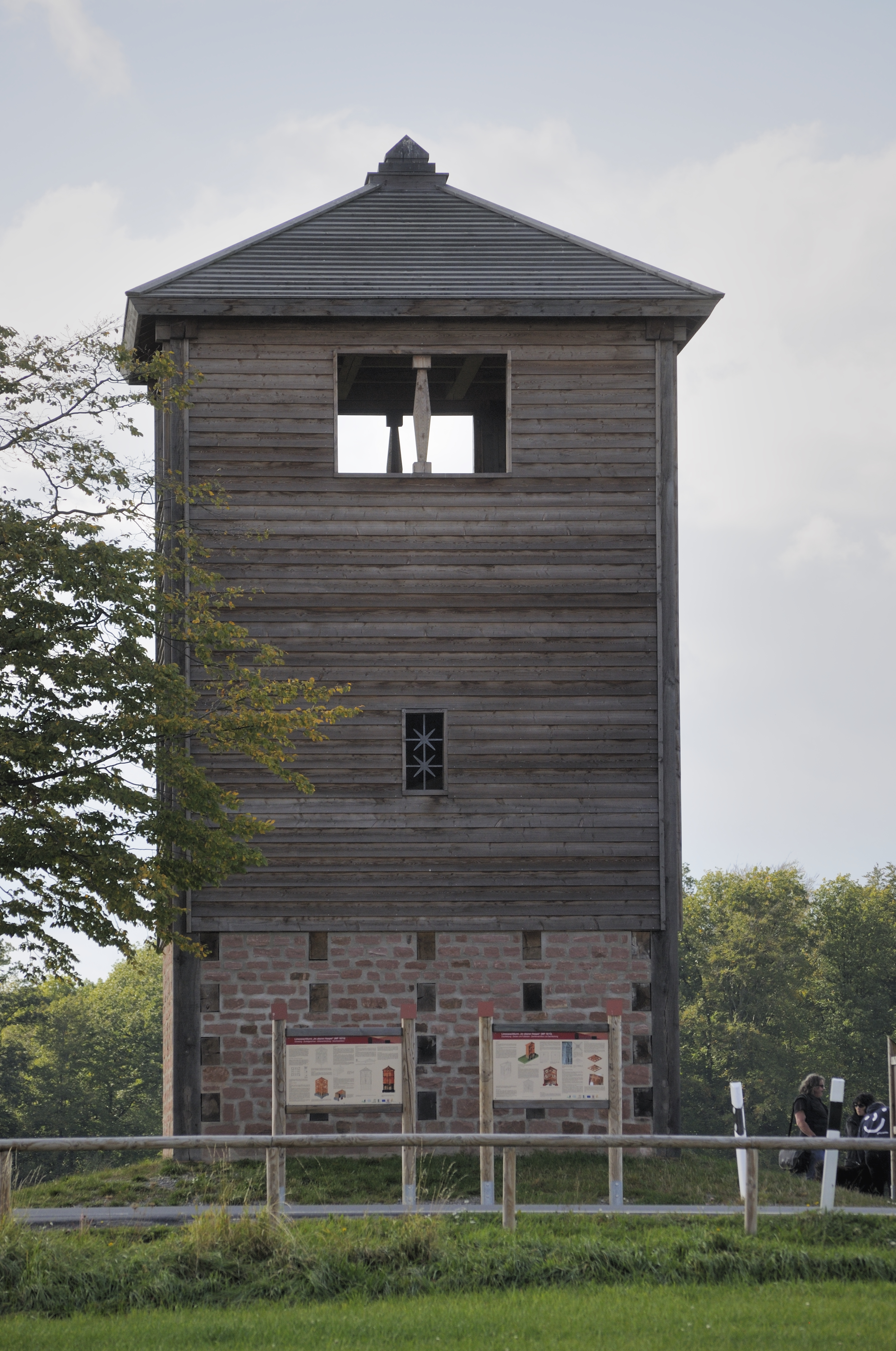
Rekonstruktion des Holzturms Wp 10/15 bei Vielbrunn

## Anschlussproblematik

### Odenwaldlimes an Mainlimes
An welcher Stelle der Odenwaldlimes mit seinem nördlichen Beginn an den Main anschloss, ist bis heute nicht sicher geklärt. Vermuteten die ersten Forscher noch einen Punkt südlich des Kastells Obernburg, so schien mit der Entdeckung der Kastelle von Wörth und Seckmauern durch die Reichs-Limeskommission Ende des 19. Jahrhunderts die Frage nach dem Verlauf des Limes in diesem Bereich beantwortet. Problematisch blieb jedoch, dass innerhalb dieser Linie die ersten vier Wachttürme (Wp 10/1 bis Wp 10/4) nie entdeckt wurden. Ebenfalls warf der Umstand Fragen auf, dass im Kastell Wörth die in allen anderen Garnisonen vorkommende, der frühesten Zeit dieser Lager zuzuordnende späte südgallische Terra Sigillata fehlte. Rätselhaft blieben in diesem Zusammenhang auch zwei Limeswachttürme zwischen Obernburg und Wörth, knapp oberhalb des Mains. Aufgrund dieser Ungereimtheiten tendiert die jüngere Forschung zu der Ansicht, dass das Kastell Wörth erst einige Zeit nach der Anlage des Odenwaldlimes erbaut wurde und dabei das schon früh aufgegebene Kastell Seckmauern ersetzte. Der ursprüngliche Limesverlauf dürfte nach dieser Hypothese an der Mümlingmündung bei Obernburg seinen Anfang genommen, längs des Mains und durch ein schluchtartig eingetieftes Seitental („Pfitschengraben“) zum Kastell Seckmauern und später erst zum Kastell Wörth geführt haben.

### Odenwaldlinie an Neckarlimes
Auch das südliche Ende des Odenwaldlimes, der Anschluss an den Neckarlimes resp. Beginn und Verlauf des letztgenannten, sind nach einigen Entdeckungen in der jüngeren Zeit wieder völlig ungeklärt. Auf Grundlage der Kommissionsuntersuchungen hatte man bis weit in die zweite Hälfte des 20. Jahrhunderts hinein geglaubt, der mit Wachttürmen und Palisaden gesicherte Odenwaldlimes wäre vom Kleinkastell Duttenberg aus über die vermuteten Wachttürme Wp 10/79 und Wp 10/80 in schnurgerader Linie auf den Neckar zu gelaufen und hätte diesen auf dem Gebiet des heutigen Bad Friedrichshall, gegenüber dem Kastell Wimpfen erreicht. Von dort aus sei die Grenzlinie in ihrem weiteren Verlauf gen Süden ein „Nasser Limes“ gewesen, der den Neckar als natürliches Annäherungshindernis nutzte, hinter dem sich die Auxiliarkastelle befanden. Durch die Entdeckung der rechts des Neckars befindlichen Wachttürme Wp 10/80 (1962), Wp 10/81 (1964) sowie des Kleinkastells Kochendorf (1990) und der Kastelle Gundelsheim und Wartberg (ebenfalls alle östlich des Flusses) zu Beginn des 21. Jahrhunderts sind die alten Hypothesen inzwischen obsolet. Es zeichnet sich inzwischen vielmehr eine Variante in der Form ab, dass sich die Linie des Odenwaldlimes über den Bereich von Jagst- und Kochermündung hinaus fortsetzte und dass zumindest abschnittweise auch das Land rechts des Neckars durch einen befestigten Limes gesichert war. Den genauen und weiteren Verlauf dieses „neuen“ Limes festzustellen, bleibt die archäologische Aufgabe der kommenden Jahre.

## Die Strecken im Einzelnen
Den über weite Strecken in reizvoller Landschaft gelegenen Odenwald-Limes kann man besonders gut zu Fuß erkunden. Viele Wachtürme sind in ihren Fundamenten heute noch erhalten oder rekonstruiert. Unter den Kastellen ist das Numerus-Kastell Schloßau (Gemeinde Mudau) besonders zu erwähnen. Von ihm selbst, das am Ende des 19. Jahrhunderts von der Reichs-Limeskommission ergraben wurde, ist im Gelände zwar nichts zu sehen, aber es ist das erste seiner Art, bei dem ein Kastelldorf (Vicus) großflächig ergraben werden konnte (ab 2003). Wenig südwestlich davon liegt das Kohorten-Kastell Oberscheidental mit seinem zu Beginn des 20. Jahrhunderts rekonstruierten Süd-Tor. Die Schanze ist an der Geländeform noch heute erkennbar und als Grabungsschutzgebiet weitestgehend unbebaut.
Insgesamt weiß man am Neckar-Odenwald-Limes von folgenden Kastellen:

### Potentielle nördliche Anschlusskastelle am Mainlimes
| Kastell           | ORL | Nächstgelegener Ort (Bundesland) | Typ             | bekannte Truppen                                                        | sichtbarer Zustand   | Bild |
| Kastell Obernburg | 35  | Obernburg am Main (BY)           | Kohortenkastell | Cohors I Germanorum ? Cohors IIII Aquitanorum equitata civium Romanorum | vollständig überbaut |      |
| Kastell Wörth     | 36  | Wörth am Main (BY)               | Numeruskastell  |                                                                         | schwache Bodenspuren |      |

### Odenwaldlimes
In seinem nördlichen Abschnitt, also im Odenwald selbst, war dieser Limes nur mit sechs kleineren Kastellen in sehr regelmäßigen Abständen von durchschnittlich knapp sechs Kilometern gesichert. Diese Numeruskastelle boten Platz für rund 150 Mann starke Einheiten von Fußsoldaten, die so genannten Numeri. Inschriftlich nachgewiesen sind insbesondere drei Numeri der Brittonen, die ursprünglich in Britannien rekrutiert worden waren: im Norden der Numerus Brittonum Nemaningensium, im zentralen Bereich des Odenwaldes der Numerus Brittonum Triputiensium und weiter südlich der Numerus Brittonum Elantiensium.
In seinem mittleren, schnurgeraden Abschnitt lagen zusätzlich zwei Kohortenkastelle, deren Truppen teilweise beritten waren. Sie lagen in Oberscheidental/Mudau und Neckarburken/Elztal. Im Kastell Oberscheidental lag die berittene Cohors I Sequanorum et Rauracorum, die mit der Vorschiebung des Limes um 159 n. Chr. nach Miltenberg verlegt wurde. Die Besatzung des Kohortenkastells in Neckarburken bestand während der Steinbauphase aus der Cohors III Aquitanorum, die um 159 n. Chr. nach Osterburken abrückte.
| Kastell                       | ORL | Nächstgelegener Ort (Bundesland)     | Typ                              | Bekannte Truppen                                                                     | sichtbarer Zustand                                             | Bild |
| Kastell Seckmauern            | 46b | Wörth am Main (BY)                   | Numeruskastell                   | unbekannter Numerus                                                                  | kaum sichtbare Bodenspuren                                     |      |
| Kastell Lützelbach            | 46  | Lützelbach – Lützel-Wiebelsbach (HE) | Numeruskastell                   | unbekannter Numerus                                                                  | deutliche Spuren                                               |      |
| Kleinkastell Windlücke        |     | Lützelbach-Haingrund (HE)            | Kleinkastell                     | unbekannte Vexillatio                                                                | keine Spuren                                                   |      |
| Kastell Hainhaus              | 47  | Michelstadt-Vielbrunn (HE)           | Numeruskastell                   | unbekannter Numerus                                                                  | deutliche Bodenspuren                                          |      |
| Kastell Eulbach               | 48  | Michelstadt-Eulbach (HE)             | Numeruskastell                   | unbekannter Numerus                                                                  | schwache Spuren im Gelände, Rekonstruktionen im Eulbacher Park |      |
| Kastell Würzberg              | 49  | Michelstadt-Würzberg (HE)            | Numeruskastell                   | unbekannter Numerus oder Vexillatio der Cohors XXIII volontariorum civicum Romanorum | Kastell: deutliche Spuren, Bad: konserviert, teilrekonstruiert |      |
| Kastell Hesselbach            | 50  | Oberzent-Hesselbach (HE)             | Numeruskastell                   | vermutl. Numerus Brittonum …                                                         | deutliche Bodenspuren                                          |      |
| Kleinkastell Zwing            |     | Oberzent-Hesselbach (HE)             | Kleinkastell                     | unbekannte Vexillatio                                                                | rekonstruiertes Fragment                                       |      |
| Kleinkastell Seitzenbuche     |     | Mudau-Schloßau (BW)                  | Kleinkastell                     | unbekannte Vexillatio                                                                | schwache Bodenspuren                                           |      |
| Kastell Schloßau              | 51  | Mudau-Schloßau (BW)                  | Numeruskastell                   | Numerus Brittonum Triputiensium                                                      | schwache Bodenspuren                                           |      |
| Kastell Oberscheidental       | 52  | Mudau-Scheidental (BW)               | Kohortenkastell                  | Cohors III Dalmatarum Cohors I Sequanorum et Rauracorum equitata                     | deutliche Geländespuren und konserviertes Südtor               |      |
| Kleinkastell Robern           |     | Fahrenbach-Robern (BW)               | Kleinkastell                     | unbekannte Vexillatio                                                                | konserviert                                                    |      |
| Kleinkastell Trienz           |     | Fahrenbach-Trienz (BW)               | Kleinkastell                     | Vexillatio des Numerus Brittonum Elantiensium                                        | überbaut                                                       |      |
| Kastelle von Neckarburken (2) | 53  | Elztal-Neckarburken (BW)             | Kohortenkastell + Numeruskastell | Cohors III Aquitanorum equitata civium Romanorum Numerus Brittonum Elantiensium      | teilkonserviert                                                |      |
| Kleinkastell Gundelsheim (?)  |     | Gundelsheim (BE)                     | unbekannt                        | unbekannt                                                                            | vage Vermutungen                                               |      |
| Kleinkastell Duttenberg       |     | Bad Friedrichshall-Duttenberg (BW)   | unbekannt                        | unbekannt                                                                            | Spuren in Luftbildern                                          |      |
| Kleinkastell Kochendorf       |     | Bad Friedrichshall-Kochendorf (BW)   | Kleinkastell                     | unbekannte Vexillatio                                                                | nur auf Luftbildern erkennbar                                  |      |
| Kastell Wartberg              |     | Heilbronn (BW)                       | unbekannt                        | unbekannt                                                                            | nur auf Luftbildern erkennbar                                  |      |

### Neckarlimes
Weiter südlich, entlang des Neckars, sicherten Kastelle in Bad Wimpfen, Böckingen, Walheim, Benningen, Cannstatt und Köngen. In Köngen zweigte der Lautertal-Limes vom Neckar-Odenwald-Limes ab und führte nach Donnstetten (Clarenna). Die Neckarlinie selbst fand ihre südliche Fortsetzung in den Kastellen von Rottenburg, Sulz am Neckar, Waldmössingen und Rottweil und schloss beim Kastell Hüfingen an die ältere Donaulinie des Rätischen Limes an.
| Kastell                         | ORL   | Nächstgelegener Ort (Bundesland) | Typ                              | bekannte Truppen                                                                             | sichtbarer Zustand                                             | Bild |
| Kastell Wimpfen im Tal          | 54/55 | Bad Wimpfen-Wimpfen im Tal (BW)  | Kohortenkastell                  | Cohors II Hispanorum equitata Cohors I Germanorum Cohors Br(ittonum) (?)                     | überbaut                                                       |      |
| Kastell Heilbronn-Böckingen     | 56    | Heilbronn – Böckingen (BW)       | Kohortenkastell                  | Cohors V Dalmatorum Cohors I Helvetiorum Numerus Brittonum Murensium                         | kleine archäologische Zone im Vicusbereich, ansonsten überbaut |      |
| Kastelle von Walheim (2)        | 57    | Walheim (BW)                     | Kohortenkastell + Numeruskastell | Cohors I Asturum equitata (?) unbekannter Numerus                                            | konservierter und überdachter Teilbefund im „Museum Römerhaus“ |      |
| Kastell Benningen               | 58    | Benningen am Neckar (BW)         | Kohortenkastell                  | Cohors XXIV voluntariorum Romanorum Numerus Brittonum Murrensium Exploratores Triboci et Boi | Bodenverformungen                                              |      |
| Kastell Stuttgart-Bad Cannstatt | 59    | Stuttgart-Bad Cannstatt (BW)     | Alenkastell                      | Ala I Scubulorum (?)                                                                         | überbaut                                                       |      |
| Kastell Köngen (Grinario)       | 60    | Köngen (BW)                      | Kohortenkastell                  | unbekannte Cohors equitata                                                                   | „Römerpark“ mit teilrekonstruiertem Befund                     |      |

### Ältere Neckarkastelle
Neben der als „Neckarlimes“ bezeichneten Strecke am Mittellauf des Neckars, die in domitianische oder frühtrajanische Zeit datiert werden, existieren am Ober- und am Unterlauf des Flusses zwei Gruppen von Kastellen, die allesamt schon in vespasianischer Zeit entstanden sind. Vermutlich stehen sie im Zusammenhang mit den Maßnahmen des Gnaeus Pinarius Cornelius Clemens zur Verkürzung des Weges zwischen den rheinischen und den Donaulegionen im Jahre 74.
| Kastell                              | ORL | Nächstgelegener Ort (Bundesland) | Typ                                  | bekannte Truppen                                                                  | sichtbarer Zustand                    | Bild |
| Kastell Ladenburg                    |     | Ladenburg (BW)                   |                                      |                                                                                   |                                       |      |
| Kastelle von Heidelberg              |     | Heidelberg (BW)                  | Kohortenkastelle                     | Cohors XXIIII Voluntariorum Civium Romanorum Cohors II Augusta Cyrenaica Equitata | überbaut                              |      |
| Kastell Rottenburg? (Sumelocenna)    | 61  | Rottenburg am Neckar (BW)        | militärische Präsenz nicht gesichert | militärische Präsenz nicht gesichert                                              | bisher nur vermutet                   |      |
| Kastell Sulz                         | 61a | Sulz am Neckar (BW)              | Kohortenkastell                      | Cohors XXIIII voluntariorum civium Romanorum (?)                                  | Teilkonservierung eines Vicusgebäudes |      |
| Kastell Waldmössingen                | 61b | Schramberg (BW)                  | Kohortenkastell                      | unbekannte Kohorte                                                                | teilrekonstruiert                     |      |
| Kastelle von Rottweil (Arae Flaviae) | 62  | Rottweil (BW)                    |                                      |                                                                                   |                                       |      |

## Denkmalschutz
Der Neckar-Odenwald-Limes und seine Bauwerke sind Bodendenkmale nach dem Bayerischen Denkmalschutzgesetz (BayDSchG) und dem Hessischen Denkmalschutzgesetz (HDSchG), sowie Kulturdenkmale nach dem Denkmalschutzgesetz des Landes Baden-Württemberg (DSchG). Nachforschungen und gezieltes Sammeln von Funden sind genehmigungspflichtig, Zufallsfunde an die Denkmalbehörden zu melden.

## Museen
Die im Folgenden aufgeführten Museen präsentieren gänzlich oder zumindest mit Teilen ihrer Bestände den Neckar-Odenwald-Limes, Abschnitte oder Orte desselben. Hierbei finden sowohl militärische als auch zivile Aspekte des Limes und seines Hinterlandes Beachtung.
- Fürstlich Leiningensche Sammlung/Heimatmuseum Amorbach (auf noch nicht absehbare Zeit geschlossen)
- Römische Ausstellung (Ausgrabungen, Nachbildung des Römerkastells) im „Museum im Adler“, Benningen am Neckar[74]
- Hessisches Landesmuseum Darmstadt[75]
- Museum Schloss Fechenbach (ehemals Stadt- und Kreismuseum Dieburg)[76]
- Antikensammlung im Schloss Erbach[77][78]
- Eulbacher Park[79]
- Römermuseum Güglingen[80]
- Kurpfälzisches Museum Heidelberg[81]
- Museum im Deutschhof, Heilbronn[82]
- Freilichtmuseum Römische Villa Haselburg, Höchst im Odenwald[83]
- Badisches Landesmuseum, Karlsruhe[84]
- Römisches Museum mit Archäologischem Park Köngen[85]
- Lobdengau-Museum, Ladenburg[86]
- Reiss-Engelhorn-Museen, Mannheim[87]
- Museum am Odenwaldlimes, Neckarburken[88]
- Römermuseum Obernburg[89]
- Römermuseum Osterburken[90]
- Dominikanermuseum Rottweil[91]
- Sumelocenna-Museum, Rottenburg[92]
- Landesmuseum Württemberg, Stuttgart[93]
- Römerkeller-Museum, Sulz am Neckar[94]
- Römerhaus Walheim[95]
- Stadtmuseum am Markt, Wiesbaden/Sammlung Nassauischer Altertümer[96]
- Historisches Museum im Steinhaus, Bad Wimpfen[97]
- Römermuseum Bürgerhaus (Altes Rathaus)/Schifffahrts- und Schiffbaumuseum Wörth am Main[98]

### Übersichten, Allgemeines
- Dietwulf Baatz: Der Römische Limes. Archäologische Ausflüge zwischen Rhein und Donau. 4., völlig neu bearbeitete und erweiterte Auflage. Gebr. Mann, Berlin 2000, ISBN 3-7861-2347-0; insbes. S. 70–73, 179–214 und 343–346.
- Egon Schallmayer: Der Odenwaldlimes. Theiss, Stuttgart 1984, ISBN 3-8062-0328-8.
- Egon Schallmayer: Der Odenwaldlimes. Entlang der römischen Grenze zwischen Main und Neckar. Theiss, Stuttgart 2010, ISBN 978-3-8062-2309-5.
- Egon Schallmayer: Der Odenwaldlimes. Neueste Forschungsergebnisse, Beiträge zum wissenschaftlichen Kolloquium am 19. März 2010 in Michelstadt, Saalburg-Schriften 8, Römerkastell Saalburg Archäologischer Park, Bad Homburg v. d. H. 2012, ISBN 978-3-931267-07-0.
- Rainer Türk: Wanderungen am Limes. Brunnengräber, Lorsch 2008, ISBN 978-3-9811444-1-3.

### Limesabschnitte, einzelne Kastelle, Spezielles
- Géza Alföldy: Caius Popilius Carus Pedo und die Vorverlegung des obergermanischen Limes. In: Fundberichte aus Baden-Württemberg 8. 1983, S. 55–67, doi:10.11588/fbbw.1983.0.26572.
- Dietwulf Baatz: Kastell Hesselbach und andere Forschungen am Odenwaldlimes. Gebr. Mann, Berlin 1973, ISBN 3-7861-1059-X, (= Limesforschungen, 12).
- Dietwulf Baatz: Die Wachttürme am Limes (= Kleine Schriften zur Kenntnis der römischen Besetzungsgeschichte Südwestdeutschlands, Nr. 15). Stuttgart 1976.
- Dietwulf Baatz, Fritz-Rudolf Herrmann: Die Römer in Hessen. Lizenzausgabe. Nikol, Hamburg 2002, ISBN 3-933203-58-9.
- Willi Beck, Dieter Planck: Der Limes in Südwestdeutschland. 2. Auflage. Theiss, Stuttgart 1987, ISBN 3-8062-0496-9.
- Stephan Bender: Unser Bild vom Neckarlimes: bald nur noch Geschichte? (PDF; 6 MB). In: Archäologie in Deutschland. 3/2011, Theiss, Stuttgart 2011, ISSN 0176-8522, S. 38f.
- Stephan Bender: Einem neuen Limes auf der Spur – Forschungen an der Nahtstelle von Odenwald- und Neckarlimes in Bad Friedrichshall. In: Archäologische Ausgrabungen in Baden-Württemberg 2011, S. 44–49.
- Stephan Bender: Der Neckarlimes. Forschungsfortschritt und Neubewertung. In: Der Limes. Nachrichtenblatt der Deutschen Limeskommission, 12. Jahrgang 2018, Heft 1–2, S. 26–29.
- Helmut Castritius, Manfred Clauss, Leo Hefner: Die römischen Steininschriften des Odenwaldes (RSO). In: Winfried Wackerfuß (Hrsg.): Beiträge zur Erforschung des Odenwaldes und seiner Randlandschaften II. Festschrift für Hans H. Weber. Breuberg-Bund, Breuberg-Neustadt 1977, S. 237–308.
- Helmut Castritius, Manfred Clauss, Leo Hefner: Die römischen Steininschriften des Odenwaldes und seiner Randlandschaften (RSOR). In: Winfried Wackerfuß (Hrsg.): Beiträge zur Erforschung des Odenwaldes und seiner Randlandschaften III. Breuberg-Bund, Breuberg-Neustadt 1980, S. 193–222.
- Philipp Filtzinger (Hrsg.): Die Römer in Baden-Württemberg. 3. Auflage. Theiss, Stuttgart 1986, ISBN 3-8062-0287-7.
- Anita Gaubatz-Sattler: Zur zivilen Besiedlung zwischen den Limites im Neckar-Odenwald-Kreis. In: Andreas Thiel (Hrsg.): Neue Forschungen am Limes. 4. Fachkolloquium der Deutschen Limeskommission 27./28. Februar 2007 in Osterburken. Theiss, Stuttgart 2008, ISBN 978-3-8062-2251-7, S. 111–121 (= Beiträge zum Welterbe Limes, 3)
- Claus-Michael Hüssen: Die römische Besiedlung im Umland von Heilbronn. Theiss, Stuttgart 2000, ISBN 3-8062-1493-X, (= Forschungen und Berichte zur Vor- und Frühgeschichte in Baden-Württemberg, 78).
- Anne Johnson: Römische Kastelle des 1. und 2. Jahrhunderts n. Chr. in Britannien und in den germanischen Provinzen des Römerreiches. Philipp von Zabern, Mainz 1987, ISBN 3-8053-0868-X, (= Kulturgeschichte der antiken Welt, 37).
- Martin Kemkes: Vom Rhein an den Limes und wieder zurück. Die Besetzungsgeschichte Südwestdeutschlands. In: Dieter Planck u. a.: Imperium Romanum. Roms Provinzen an Neckar, Rhein und Donau. Theiss, Stuttgart 2005, ISBN 3-8062-2140-5, S. 44–53.
- Margot Klee: Der römische Limes im Hessen. Geschichte und Schauplätze des UNESCO-Welterbes. Verlag Friedrich Pustet, Regensburg 2009, ISBN 978-3-7917-2232-0.
- Margot Klee: Der Limes zwischen Rhein und Main. Vom Beginn des obergermanischen Limes bei Rheinbrohl bis zum Main bei Grosskrotzenburg. Theiss, Stuttgart 1989, ISBN 3-8062-0276-1.
- Klaus Kortüm: Zur Datierung der römischen Militäranlagen im obergermanisch-raetischen Limesgebiet. In: Saalburg-Jahrbuch. 49, 1998. Zabern, Mainz 1998, S. 5–65.
- Dieter Planck (Hrsg.): Die Römer in Baden-Württemberg. Theiss, Stuttgart 2005, ISBN 3-8062-1555-3.
- Dieter Planck: Das römische Walheim. Ausgrabungen 1980–1988. LDA Baden-Württemberg, Stuttgart 1991, ISBN 3-927714-10-0, (= Archäologische Informationen aus Baden-Württemberg, 18).
- Britta Rabold: Der Odenwaldlimes in neuem Licht. Forschungsstand 2005 zum Kastellvicus von Mudau-Schloßau. In: Gabriele Seitz (Hrsg.): Im Dienste Roms. Festschrift für Hans Ulrich Nuber. Greiner, Remshalden 2006, ISBN 3-935383-49-5, S. 279–284.
- Jörg Scheuerbrandt et al.: Die Römer auf dem Gebiet des Neckar-Odenwald-Kreises. Grenzzone des Imperium Romanum. Herausgegeben vom Kreisarchiv des Neckar-Odenwald-Kreises. verlag regionalkultur, Ubstadt-Weiher 2009, ISBN 978-3-89735-524-8, (Beiträge zur Geschichte des Neckar-Odenwald-Kreises, 3).
- Hans Schönberger: Die römischen Truppenlager der frühen und mittleren Kaiserzeit zwischen Nordsee und Inn. In: Berichte der Römisch-Germanischen Kommission, 66 (1985), S. 321ff.
- Michael P. Speidel: Die Brittones Elantienses und die Vorverlegung des obergermanisch-raetischen Limes. In: Fundberichte aus Baden-Württemberg, 11 (1986), S. 309ff, doi:10.11588/fbbw.1986.0.27801.
- Bernd Steidl: Welterbe Limes – Roms Grenze am Main. Begleitband zur Ausstellung in der Archäologischen Staatssammlung München 2008. Logo, Obernburg 2008, ISBN 978-3-939462-06-4.
- Bruno Trunk: Am Odenwaldlimes. Römerspuren in Schloßau und Umgebung. Buchen 2007, ISBN 978-3-936866-17-9.
- Christoph Unz: Grinario. Das römische Kastell und Dorf in Köngen. Theiss, Stuttgart 1982, ISBN 3-8062-0302-4, (= Führer zu archäologischen Denkmälern in Baden-Württemberg, 8).

### Historische Ausgrabungen
- Johann Friedrich Knapp: Römische Denkmale des Odenwaldes, insbesondere der Grafschaft Erbach und Herrschaft Breuberg. (1813, 1814²,1854³)
- Der obergermanisch-raetische Limes des Roemerreiches. Abteilung A, Band 5: Strecke 10 (Der Odenwaldlimes von Wörth am Main bis Wimpfen am Neckar), 1926, 1935; und Strecke 11 (Die Neckarlinie von Wimpfen bis Rottweil und Hüfingen), 1935.
- Der obergermanisch-raetische Limes des Roemerreiches. Abteilung B, Band 5: Kastelle 46 (Friedrich Kofler: Das Kastell Lützelbach, 1904), 46a (Ernst Fabricius: Das Kastell Arnheiter Hof, 1915), 46b (Eduard Anthes: Das Kastell Seckmauern, 1914), 47 (Friedrich Kofler: Das Kastell Hainhaus bei Vielbrunn, 1897), 48 (Friedrich Kofler: Das Kastell Eulbach, 1896), 49 (Friedrich Kofler: Das Kastell Wuerzberg, 1896), 50 (Friedrich Kofler: Das Kastell Hesselbach, 1896), 51 (Karl Schumacher: Das Kastell bei Schlossau, 1900), 52 (Karl Schumacher: Das Kastell Oberscheidenthal, 1897), 53/53.1 (Karl Schumacher: Die Kastelle bei Neckarburken, 1898), 54/55 (Karl Schumacher: Kastell und Vicus bei Wimpfen, 1900), 56 (Heinrich Steimle: Das Kastell Böckingen, 1898), 57 (Adolf Mettler: Kastell Walheim, 1897), 58 (Adolf Mettler: Das Kastell Benningen, 1902), 59 (Ernst Kapf, Walter Barthel: Das Kastell Cannstatt, 1907), 60 (Adolf Mettler: Das Kastell Köngen, 1907), 61 (Oscar Paret: Das Kastell Rottenburg, 1936), 61a (Rudolf Herzog: Das Kastell Sulz, 1897), 61b (Eugen Nägele: Das Kastell Waldmoessingen, 1897), 62 (Wilhelm Schleiermacher: Das große Lager und die Kastelle von Rottweil, 1936), 62a (Paul Revellio: Das Kastell Hüfingen, 1937).

## Abkürzungen
- LiH: Margot Klee: Der römische Limes in Hessen. Geschichte und Schauplätze des UNESCO-Welterbes. Pustet, Regensburg 2009, ISBN 978-3-7917-2232-0.
- ORL: Ernst Fabricius, Felix Hettner und Oscar von Sarwey (Hrsg.): Der obergermanisch-raetische Limes des Roemerreiches. Petters, Heidelberg, Berlin und Leipzig, 1894–1937
- RiBW: Dieter Planck (Hrsg.): Die Römer in Baden-Württemberg. Theiss, Stuttgart, 2005, ISBN 3-8062-1555-3.
- RiH: Dietwulf Baatz und Fritz-Rudolf Herrmann: Die Römer in Hessen. Lizenzausgabe. Nikol, Hamburg 2002, ISBN 3-933203-58-9.